# جنوب تاراوا

جزيرة تاراوا

جنوب تاراوا (South Tarawa) أو تيناينانو (Teinainano) هي عاصمة جمهورية كيريباتي. تقع في جزيرة تاراوا المرجانية. تتضمن المدينة عدة جزر صغيرة من بايريكي إلى بونريكي حيث يوجد مطار دولي. جميع الجزر الصغيرة مرتبطة ببعضها بواسطة ممرات مرتفعة، فتبدو كجزيرة واحدة. كما يوجد ممر حديث يربط جنوب تاراوا ببتيو يدعى الممر الياباني. في الجزيرة يوجد معهد وأحد فروع جامعة جنوب المحيط الهادي.

## المناخ
يظهر الجدول التالي التغييرات المناخية على مدار السنة لجنوب تاراوا:
| البيانات المناخية لـجنوب تاراوا    | البيانات المناخية لـجنوب تاراوا | البيانات المناخية لـجنوب تاراوا | البيانات المناخية لـجنوب تاراوا | البيانات المناخية لـجنوب تاراوا | البيانات المناخية لـجنوب تاراوا | البيانات المناخية لـجنوب تاراوا | البيانات المناخية لـجنوب تاراوا | البيانات المناخية لـجنوب تاراوا | البيانات المناخية لـجنوب تاراوا | البيانات المناخية لـجنوب تاراوا | البيانات المناخية لـجنوب تاراوا | البيانات المناخية لـجنوب تاراوا | البيانات المناخية لـجنوب تاراوا |
| الشهر                              | يناير                           | فبراير                          | مارس                            | أبريل                           | مايو                            | يونيو                           | يوليو                           | أغسطس                           | سبتمبر                          | أكتوبر                          | نوفمبر                          | ديسمبر                          | المعدل السنوي                   |
| ---------------------------------- | ------------------------------- | ------------------------------- | ------------------------------- | ------------------------------- | ------------------------------- | ------------------------------- | ------------------------------- | ------------------------------- | ------------------------------- | ------------------------------- | ------------------------------- | ------------------------------- | ------------------------------- |
| الدرجة القصوى °م (°ف)              | 35.0 (95.0)                     | 33.0 (91.4)                     | 35.0 (95.0)                     | 34.5 (94.1)                     | 34.5 (94.1)                     | 33.5 (92.3)                     | 34.5 (94.1)                     | 34.5 (94.1)                     | 34.5 (94.1)                     | 35.0 (95.0)                     | 35.0 (95.0)                     | 35.0 (95.0)                     | 35.0 (95.0)                     |
| متوسط درجة الحرارة الكبرى °م (°ف)  | 30.7 (87.3)                     | 30.6 (87.1)                     | 30.7 (87.3)                     | 30.7 (87.3)                     | 30.8 (87.4)                     | 30.8 (87.4)                     | 30.9 (87.6)                     | 31.0 (87.8)                     | 31.1 (88.0)                     | 31.2 (88.2)                     | 31.3 (88.3)                     | 30.9 (87.6)                     | 30.9 (87.6)                     |
| المتوسط اليومي °م (°ف)             | 28.2 (82.8)                     | 28.1 (82.6)                     | 28.1 (82.6)                     | 28.2 (82.8)                     | 28.4 (83.1)                     | 28.3 (82.9)                     | 28.2 (82.8)                     | 28.3 (82.9)                     | 28.4 (83.1)                     | 28.6 (83.5)                     | 28.5 (83.3)                     | 28.2 (82.8)                     | 28.3 (82.9)                     |
| متوسط درجة الحرارة الصغرى °م (°ف)  | 25.3 (77.5)                     | 25.3 (77.5)                     | 25.2 (77.4)                     | 25.3 (77.5)                     | 25.5 (77.9)                     | 25.3 (77.5)                     | 25.1 (77.2)                     | 25.2 (77.4)                     | 25.3 (77.5)                     | 25.4 (77.7)                     | 25.4 (77.7)                     | 25.3 (77.5)                     | 25.3 (77.5)                     |
| أدنى درجة حرارة °م (°ف)            | 21.5 (70.7)                     | 22.5 (72.5)                     | 22.5 (72.5)                     | 22.5 (72.5)                     | 21.0 (69.8)                     | 21.0 (69.8)                     | 21.0 (69.8)                     | 21.5 (70.7)                     | 22.5 (72.5)                     | 22.0 (71.6)                     | 22.5 (72.5)                     | 22.0 (71.6)                     | 21.0 (69.8)                     |
| الهطول مم (إنش)                    | 271 (10.7)                      | 218 (8.6)                       | 204 (8.0)                       | 184 (7.2)                       | 158 (6.2)                       | 155 (6.1)                       | 168 (6.6)                       | 138 (5.4)                       | 120 (4.7)                       | 110 (4.3)                       | 115 (4.5)                       | 212 (8.3)                       | 2٬052 (80.8)                    |
| متوسط أيام هطول الأمطار (≥ 0.3 mm) | 15                              | 12                              | 14                              | 15                              | 15                              | 14                              | 16                              | 18                              | 15                              | 11                              | 10                              | 17                              | 172                             |
| متوسط الرطوبة النسبية (%)          | 81                              | 80                              | 81                              | 82                              | 81                              | 81                              | 80                              | 79                              | 77                              | 77                              | 79                              | 81                              | 80                              |
| ساعات سطوع الشمس الشهرية           | 220.1                           | 192.1                           | 207.7                           | 201.0                           | 229.4                           | 219.0                           | 229.4                           | 257.3                           | 243.0                           | 260.4                           | 240.0                           | 189.1                           | 2٬688٫5                         |
| ساعات سطوع الشمس اليومية           | 7.1                             | 6.8                             | 6.7                             | 6.7                             | 7.4                             | 7.3                             | 7.4                             | 8.3                             | 8.1                             | 8.4                             | 8.0                             | 6.1                             | 7.4                             |
| المصدر: الأرصاد الجوية الألمانية   |                                 |                                 |                                 |                                 |                                 |                                 |                                 |                                 |                                 |                                 |                                 |                                 |                                 |